# Кеншицкий, Франтишек Ксаверий
Франциск Ксаверий Кеншицкий (1742 — январь 1789, Всхова) — государственный деятель Речи Посполитой, каштелян гнезненский (1781—1782) и калишский (1782—1786), воевода гнезненский (1786—1789), маршалок коронного трибунала в Люблине (1782), ротмистр Национальной кавалерии, депутат Четырёхлетнего сейма.

## Биография
Представитель польского шляхетского рода Кеншицких герба «Наленч». Сын Михаила Кеншицкого (1690—1739) и Эльжбеты Сюзанны Блоцишевской.
Занимал должности каштеляна гнезненского (с 1781) и калишского (с 1782). 6 февраля 1786 года Франтишек Ксаверий Кеншицкий получил должность воеводы гнезненского.
В 1771 году он получил во владение староство мосинское. Член конфедерации Анджея Мокроновского в 1776 году.
В 1776 году — посол (депутат) сейма от Косьцянского повета, в том 1776 году он был избран сеймовым судьей от Познанского воеводства.
В 1778 году Франтишек Ксаверий Кеншицкий был избран депутатом сейма от Познанского воеводства. В 1779 году он был избран членом комиссии доброго порядка от Познанского воеводства.
Кавалер Орденов Белого орла и Святого Станислава.
Похоронен в костеле бернардинцев в Познани.

## Семья
Жена — Барбара Мария Лаура Квилецкая (ок. 1767—1834), дочь старосты мосинского и хорунжего познанского Константина Квилецкого (1713—1786) и Ядвиги Понинской (1730—1768). Дети:
- Якуб Ксаверий (род. 1779), староста мосинский, полковник польской армии
- Непомуцена (1780—1826), жена Ламберта Рашевского
- Теофила (род. ок. 1780), жена Игнацы Вильчинского
- Ян Август (род. ок. 1780)
- Каликст (род. ок. 1788).